# Oedignatha poonaensis
Oedignatha poonaensis is een spinnensoort uit de familie van de bodemzakspinnen (Liocranidae).
De wetenschappelijke naam van de soort werd in 1991 gepubliceerd door Majumder & Benoy Krishna Tikader.